# 纳尔西帕特纳姆
纳尔西帕特纳姆（Narsipatnam），是印度安得拉邦Visakhapatnam县的一个城镇。总人口32483（2001年）。

## 人口
该地2001年总人口32483人，其中男性15923人，女性16560人；0—6岁人口3680人，其中男1854人，女1826人；识字率66.27%，其中男性为74.40%，女性为58.45%。